# Лілі Сінґ
Лілі Сінґ (англ. Lilly Singh; нар. 26 вересня 1988, Торонто, Канада) — канадська влоґерка на YouTube, комікеса, реперка і акторка. Найбільш знана на YouTube під прізвиськом IISuperwomanII. Одна з найбільш успішних жінок в Youtube. Амбасадорка доброї волі ЮНІСЕФ.
Від початку існування каналу (з жовтня 2010) її відео на платформі отримали 1.5 мільярдів переглядів і її канал акумулював понад 10 мільйонів підписників. В 2016 журнал Forbes надав їй титул третього найбільш оплачуваного ютубера у світі (7.5 млн. USD). Того ж року вона випустила фірмову помаду і свій перший фільм A Trip to Unicorn Island. В березні 2017 вона планує випустити книжку How to be a Bawse. За свою кар'єру вона отримала такі винагороди: 1 MTV Fandom Award, 3 Streamy Awards і 2 Teen Choice Awards.

## Нагороди
| Рік  | Нагороди               | Номінація                                                        | Результат | Посилання     |
| ---- | ---------------------- | ---------------------------------------------------------------- | --------- | ------------- |
| 2014 | Shorty Awards          | YouTube Star                                                     | Номінація | [ 3 ]         |
| 2014 | Streamy Awards         | Best Original Soundtrack (for #LEH; shared with Humble The Poet) | Номінація |               |
| 2015 | MTV Fandom Awards      | Social Superstar of the Year                                     | Перемога  | [ 4 ]         |
| 2015 | Teen Choice Awards     | Choice Web Star: Comedy                                          | Номінація | [ 5 ]         |
| 2015 | Teen Choice Awards     | Choice Youtuber                                                  | Номінація | [ 5 ]         |
| 2015 | Streamy Awards         | First Person                                                     | Перемога  | [ 6 ] [ 7 ]   |
| 2016 | Teen Choice Awards     | Choice Web Star: Comedy                                          | Перемога  | [ 8 ] [ 9 ]   |
| 2016 | Teen Choice Awards     | Choice Web Star: Female                                          | Перемога  | [ 8 ] [ 9 ]   |
| 2016 | Teen Choice Awards     | Choice Youtuber                                                  | Номінація | [ 10 ]        |
| 2016 | Streamy Awards         | Feature (A Trip to Unicorn Island)                               | Перемога  | [ 11 ] [ 12 ] |
| 2016 | Streamy Awards         | Entertainer of the Year                                          | Номінація | [ 11 ] [ 12 ] |
| 2016 | Streamy Awards         | Social Good Campaign (Girl Love Challenge)                       | Перемога  | [ 11 ] [ 12 ] |
| 2017 | People's Choice Awards | Favorite YouTube Star                                            | Перемога  | [ 13 ]        |

## Дивись також
- Ганна Стокінґ